# F.lli Schiano
La F.lli Schiano è un'azienda italiana con sede a Frattaminore (NA) ed opificio a Orta di Atella (CE), produttrice di biciclette classiche, muscolari ed elettriche.

## Storia
Il fondatore fu Mario Schiano (nonno), un giovane ventunenne napoletano. Schiano era un esperto meccanico che prestava assistenza e manutenzione ai mulini della zona. Un giorno gli chiesero di montare biciclette e ne rimase subito affascinato, avviando di lì a poco una sua produzione artigianale.
L'officina è rimasta tale fino agli anni ‘60 quando il figlio Raffaello prese il comando ampliando la produzione e nel giro di un decennio facendo affermare l'azienda a livello nazionale grazie al modello “condorino”.
Negli anni ‘80 Raffaello Schiano automatizzò diversi processi ed entrò nel mercato internazionale, vendendo biciclette in Spagna, Grecia, Francia e Nord Africa. Dopo il boom delle mountain-bike negli anni '90, l'azienda nel nuovo millennio strinse accordi commerciali con società calcistiche di primo livello nonché la Nazionale di calcio dell'Italia.
In tempi più recenti l'impresa ha dato vita a modelli elettrici con pedalata assistita, fornendo biciclette a grandi aziende come Amazon e Decathlon.